# Crepidochetus nigrifemur
Crepidochetus nigrifemur är en tvåvingeart som först beskrevs av Leander Czerny 1932.  Crepidochetus nigrifemur ingår i släktet Crepidochetus och familjen skridflugor. Inga underarter finns listade i Catalogue of Life.